# Antero Kivi
Lauri Antero Kivi (ur. 15 kwietnia 1904 w Orivesi, zm. 29 czerwca 1981 w Helsinkach) – fiński lekkoatleta (dyskobol), wicemistrz olimpijski z 1928.

## Kariera sportowa
Zdobył srebrny medal w rzucie dyskiem na igrzyskach olimpijskich w 1928 w Amsterdamie, za Clarence’em Houserem ze Stanów Zjednoczonych, a przed innym Amerykaninem Jamesem Corsonem.
Był pięciokrotnym mistrzem Finlandii w rzucie dyskiem w latach 1925 i 1927-1930.
27 lipca 1931 w Orivesi ustanowił rekord Finlandii w tej konkurencji wynikiem 48,46 m.